# I:FAO
Die i:FAO AG ist ein Anbieter sogenannter Cloud-Dienste – d. h. über das Internet bereitgestellter Anwendungssoftware – zum Planen, Buchen und Abrechnen von Geschäftsreisen. Das bereitgestellte System heißt nun Amadeus cytric und wird hauptsächlich von Unternehmen im deutschsprachigen Raum genutzt.

## Geschichte
1977 gründete Louis Arnitz das „Flugbüro am Opernplatz“ in Frankfurt am Main, später FAO Travel. Es bot Reisedienstleistungen vor allem für internationale Künstler an.
Ab 1987 verlagerte sich der Schwerpunkt auf Geschäftsreisen. FAO betrieb nach eigenen Angaben 1986 das erste Buchungssystem für Hotelreisen und 1987 das erste Online-Hotelbuchungssystem, ab 1994 im Internet. Es folgten weitere Dienstleistungen rund um das Thema Geschäftsreisen. Seit 2000 wird das System unter dem Namen cytric vermarktet.
1997 beteiligte sich der Wagniskapitalgeber 3i an FAO. 1998 folgte die Umbenennung in i:FAO, anschließend weitere Beteiligungsrunden und 1999 der Börsengang am Neuen Markt. Das Unternehmen wuchs rasant durch den Kauf von Beteiligungen u. a. in Bulgarien und den Vereinigten Staaten und investierte Geld in Startups. 1999 erzielte der Konzern Rekord-Umsatzerlöse von rund 41 Mio. DM.
Zum Zeitpunkt des Börsengangs schrieb i:FAO rote Zahlen. Die Verlustsituation verschärfte sich in den folgenden Jahren, nicht zuletzt durch die Krise der Luftfahrtbranche nach den Terroranschlägen am 11. September 2001. i:FAO trennt sich von einigen Beteiligungen und erreichte schließlich nach Stabilisierung der Wirtschaftslage 2005 die Gewinnschwelle. Seitdem ist der Konzern durchgehend profitabel.
Der Umsatz stieg in den Jahren 2005 bis 2013 von 5,6 auf 14,4 Mio. €; die EBIT-Marge verbesserte sich von 8,4 auf 29,5 %.
Im April 2014 kündigte die Firma Amadeus, weltweit führender Anbieter von Flugbuchungs-Dienstleistungen, ein freiwilliges öffentliches Übernahmeangebot für die i:FAO AG an.
Im November 2016 berichtet das FVW-Magazin Biztravel dass Amadeus, seit über zwei Jahren im Besitz von 72 % der Anteile an der i:FAO AG die Komplettübernahme plant. Im Januar 2017 berichtet Reuters, dass Amadeus die Anteile auf 88,73 % erhöht hat.